# Coleford (Somerset)
Coleford è un villaggio con status di parrocchia civile nel West Somerset, in Inghilterra.